# Judah Dana
Judah Dana, född 25 april 1772, död 27 december 1845 i Fryeburg, Maine, var en amerikansk jurist och politiker (demokrat). Han representerade delstaten Maine i USA:s senat 1836–1837.
Dana utexaminerades 1795 från Dartmouth College. Han studerade sedan juridik och inledde 1798 sin karriär som advokat i den del av Massachusetts som är nuvarande Maine. Han var åklagare i Oxford County 1805–1811 och arbetade därefter länge som domare.
Senator Ether Shepley avgick 1836 och Dana blev utnämnd till senaten. Han efterträddes 1837 av Reuel Williams.
Dana avled 1845 och gravsattes på Village Cemetery i Fryeburg.